# Wang Jian (Qin)

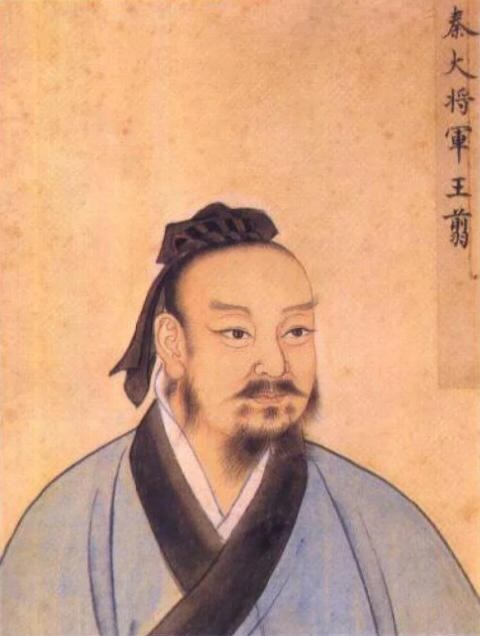
Wang Jian

Wang Jian (王翦, † vor 209 v. Chr.) war ein chinesischer Befehlshaber des Königreich von Qin. Er spielte eine wichtige Rolle bei der Vereinigung Chinas unter dem ersten Kaiser.

## Herkunft, frühe Jahre und Familie
Gebürtig stammte Wang Jian aus Pinyang im Königreich Qin. Bereits in seiner Jugend schloss er sich dem Militär an und machte dort schnell Karriere. Unter Qin Shihuangdi wurde er dann zum General. Sein Sohn war der Stratege Wang Ben.

## Feldzüge
236 v. Chr. attackierte Wang Jian den Staat Zhao in der Region Eyu, wo er 9 Städte in seine Gewalt bringen konnte. Auch an einem weiteren Feldzug gegen Zhao (229 v. Chr.) nahm er teil. Hier hatte er erneut einen wichtigen Anteil am Sieg. Das Königreich Zhao wurde anschließend von Qin annektiert. 228 v. Chr. griff er auf Befehl seines Königs den Staat Yan und war mitverantwortlich für den entscheidenden Sieg über den dort regierenden Monarchen Xi und die anschließende Einnahme der Stadt Ji. Wegen Meinungsverschiedenheiten mit seinem König und dem General Li Xin bezüglich des Feldzugs gegen Chu zog Wang Jian sich zeitweise aus dem Befehlsstab zurück und ließ sich wieder in seiner Geburtsstadt nieder. Nachdem die Strategie der anderen Befehlshaber Qins gescheitert war, bat der König ihn, wieder zurückzukehren. Wang Jian stimmte zu, nachdem ihm eine Streitmacht von 600.000 Mann zugesichert worden war und löste Li Xin als Oberbefehlshaber der Armee ab In einer großen Schlacht besiegte er den feindlichen General Xiang Yan von Chu und konnte den gegnerischen Staat damit 223 v. Chr. endgültig besetzen. Auch an der Eroberung der Staaten Yan und Qi war er noch einmal beteiligt. Nach den letzten Siegen war China endgültig unter der Herrschaft der Qin geeinigt.
Laut Sima Qian war Wang Jian während der Herrschaft des zweiten Kaisers der Qin nicht mehr am Leben. Es kann daher angenommen werden, dass er vor 209 v. Chr. verstarb.